# أونوريه دومييه
أونوريه دومييه (بالفرنسية: Honoré Daumier)‏ ـ (26 فبراير 1808 ـ 10 فبراير 1879) هو طبّاع فني ورسام كاريكاتير ومصور ونحات فرنسي، عكست أعماله الحياة الاجتماعية والسياسية في فرنسا في القرن التاسع عشر.
رسم دومييه أكثر من 500 لوحة فنية، وأنتج أكثر من 4000 لوحة طباعة حجرية و1000 عمل فني محفور على الخشب و1000 رسم و100 منحوتة. اشتهر بكونه واحدًا من أبرز رسامي الكاريكاتير السياسي والساخر في عصره، ولم يقدّر النقاد أعماله في فن التصوير إلا بعد وفاته.

## روابط خارجية
- أونوريه دومييه على موقع الموسوعة البريطانية (الإنجليزية)
- أونوريه دومييه على موقع ميوزك برينز (الإنجليزية)
- أونوريه دومييه على موقع إن إن دي بي (الإنجليزية)